# باول باتلر (لاعب كريكت)
باول باتلر (26 يونيو 1963 في المملكة المتحدة - ) (بالإنجليزية: Paul Butler)‏ هو لاعب كريكت بريطاني. لعب مع Lincolnshire County Cricket Club ‏.

## وصلات خارجية
- باول باتلر على موقع إي آس بي آن كريك إنفو (الإنجليزية)